# Surreal
Surreal is het zevende studioalbum van Erik Norlander als soloartiest.
Dit album is sinds twaalf jaar het eerste album met nieuwe muziek, dat werd uitgebracht door deze Amerikaanse toetsenist. In de tussenliggende periode bewerkte hij oud werk en bracht het opnieuw uit. Voorts was hij in de studio en in de concertzalen met zijn muziekgroep Rocket Scientists en hij werkte met John Payne in en aan Dukes of the Orient. De basisopzet voor Surreal is het kwintet Norlander, Greene, Matthews, LePar en Ellis  aangevuld met gastmusici. Opnamen vonden plaats in Norlanders eigen geluidsstudio Think Tank in Placerville (Californië), maar dan alleen Norlander en Greene. De overige musici namen op in elders gelegen studio’s of in hun privéstudio.

## Musici
- Erik Norlander – toetsinstrumenten
- Alistair Greene – gitaar op tracks 1,2,3,4, 6
- Mark Matthews – basgitaar
- Nick LePar – drumstel
- Greg Ellis – percussie

Met
- Lana Lane – zang op track 5 (mevrouw Norlander)
- Jeff Kollman – gitaar op track 5
- Mark McCrite – akoestische gitaar op track 3
- Don Schiff – cello, contrabas en NS-stick op track 2

## Muziek
| Nr. | Titel                 | Duur  |
| --- | --------------------- | ----- |
| 1.  | The party’s overture  | 7:52  |
| 2.  | The galaxy collectors | 10:34 |
| 3.  | Suitcase and umbrella | 7:08  |
| 4.  | Unearthly             | 8:48  |
| 5.  | Surreal               | 10:46 |
| 6.  | El gran final         | 11:08 |